# Большая Тура
Больша́я Тура́ — село в западной части Карымского района Забайкальского края России.
Население — 1692 чел. (2021).

## География
Расположено на левом берегу реки Ингода, в районе устья реки Тура. До районного центра, Карымского, 22 км. До Читы 76 км.

## История
Основано в 1710 году как населённый пункт Туринское, позже носило название Малая Тура.
29 апреля 2014 года вблизи села произошёл пожар на военном складе с боеприпасами. Причиной стал верховой лесной пожар, перекинувшийся на склады. Всё население сёл Большая Тура и Кадахта было эвакуировано. В результате пожара и взрывов погибли 10 человек, в том числе начальник склада и часть персонала . На тушении пожаров работали три пожарных поезда со станций Чита, Могзон и Хилок. На время тушения пожара было остановлено движение пассажирских и грузовых поездов по Транссибу.

## Население
| 1989  | 2002  | 2010  | 2012  | 2013  | 2014  | 2015  |
| ----- | ----- | ----- | ----- | ----- | ----- | ----- |
| 1407  | ↘1366 | ↘1287 | ↘1234 | ↘1188 | ↘1133 | ↘1111 |
| 2016  | 2017  | 2018  | 2019  | 2020  | 2021  |       |
| ↘1063 | ↘1037 | ↘1024 | ↘1008 | ↘962  | ↗1692 |       |